# Янніс Салібур
Янніс Салібур (фр. Yannis Salibur, нар. 24 січня 1991, Сен-Дені) — французький футболіст, нападник турецького клубу «Фатіх Карагюмрюк».

## Клубна кар'єра
Народився 24 січня 1991 року в місті Сен-Дені. Вихованець юнацьких команд футбольних клубів «Ред Стар», «ІНФ Клерфонтен» та «Лілль».
У дорослому футболі дебютував 2008 року виступами за команду останнього клубу, де протягом трьох сезонів був гравцем глибокого запасу, після чого перейшов до нижчолігового «Булоня».
Наступними командами в ігровій кар'єрі футболіста були «Клермон», «Генгам» та «Сент-Етьєн».
2019 року перебрався до Іспанії, ставши гравцем місцевої «Мальорки», у складі якої, утім, не заграв і вже за рік перебрався до турецького клубу «Фатіх Карагюмрюк».

## Виступи за збірні
2007 року дебютував у складі юнацької збірної Франції (U-17), загалом на юнацькому рівні за команди різних вікових категорій взяв участь у 26 іграх, відзначившись одним забитим голом.